# Guillaume I av Provence
Guillaume I (även William I), född cirka 950, död 993, var greve av Provence mellan åren 968 och 975. Han var även känd under tillnamnet Befriaren efter att ha hejdat den islamiska expansionen, och ses ofta som grundaren av grevskapet Provence. Både han och hans äldre bror Rotboald II hade titeln greve samtidigt, en titel som den äldre brodern fick först. Det är oklart om dessa titlar gäller enbart Provence, om bröderna delade upp området eller om de regerade tillsammans. Guillaume I fick titeln markgreve år 975 eller 979, en titel som brodern Rotboald II övertog vid hans död. Grevetiteln övertogs då av Guillaume I:s son, Guillaume II.

## Biografi
Saracenerna utgjorde ett hot för Provence ända sedan de etablerat ett fäste i och runt Fraxinet, dagens La Garde-Freinet nära St Tropez, år 889. Vid slaget vid Tourtour år 973 besegrades saracenerna av Guillaume I i ett avgörande slag efter en kampanj stödd av vicegrevarna av Marseille och Fos och alpgrevskapen. Därefter intog han Fraxinet och jämnade det med marken. Efter att ha eliminerat saracenernas inflytande öster om Rhône kunde han omorganisera området som han fått av kung Konrad av Burgund och han och hans ättlingar fick rätt att beskatta Provence. Han återbefolkade Dauphiné med hjälp av Isarn, biskop i Grenoble och placerade en italiensk greve vid namn Ugo Blaviar nära Fréjus för att återkultivera området. För detta omskrivs han av krönikören Rudolf Glaber, 985–1047, som landsfader ("pater patriae").
Han donerade land till klostret i Cluny och drog sig tillbaka för att bli munk. Han avled i Avignon samma år och begravdes kyrkan Saint-Crox i Sarrians.

## Familj
I det första äktenskapet med Arsenda, dotter till Arnold av Comminges, föddes hans son och efterträdare Guillaume II. År 984 gifte han sig, mot påvens inrådan, för andra gången med Adelaide av Anjou, dotter till Fulk II av Anjou och Gerberga av Maine. De fick en dotter, Constance av Arles (986 - 1034), som gifte sig med  Robert II av Frankrike.